# Orchestra Sinfonica di Norrköping
L'Orchestra Sinfonica di Norrköping (Svedese: Norrköpings Symfoniorkester) è un'orchestra sinfonica professionale svedese, con sede nella sala concerti De Geerhallen, nel centro di Norrköping.

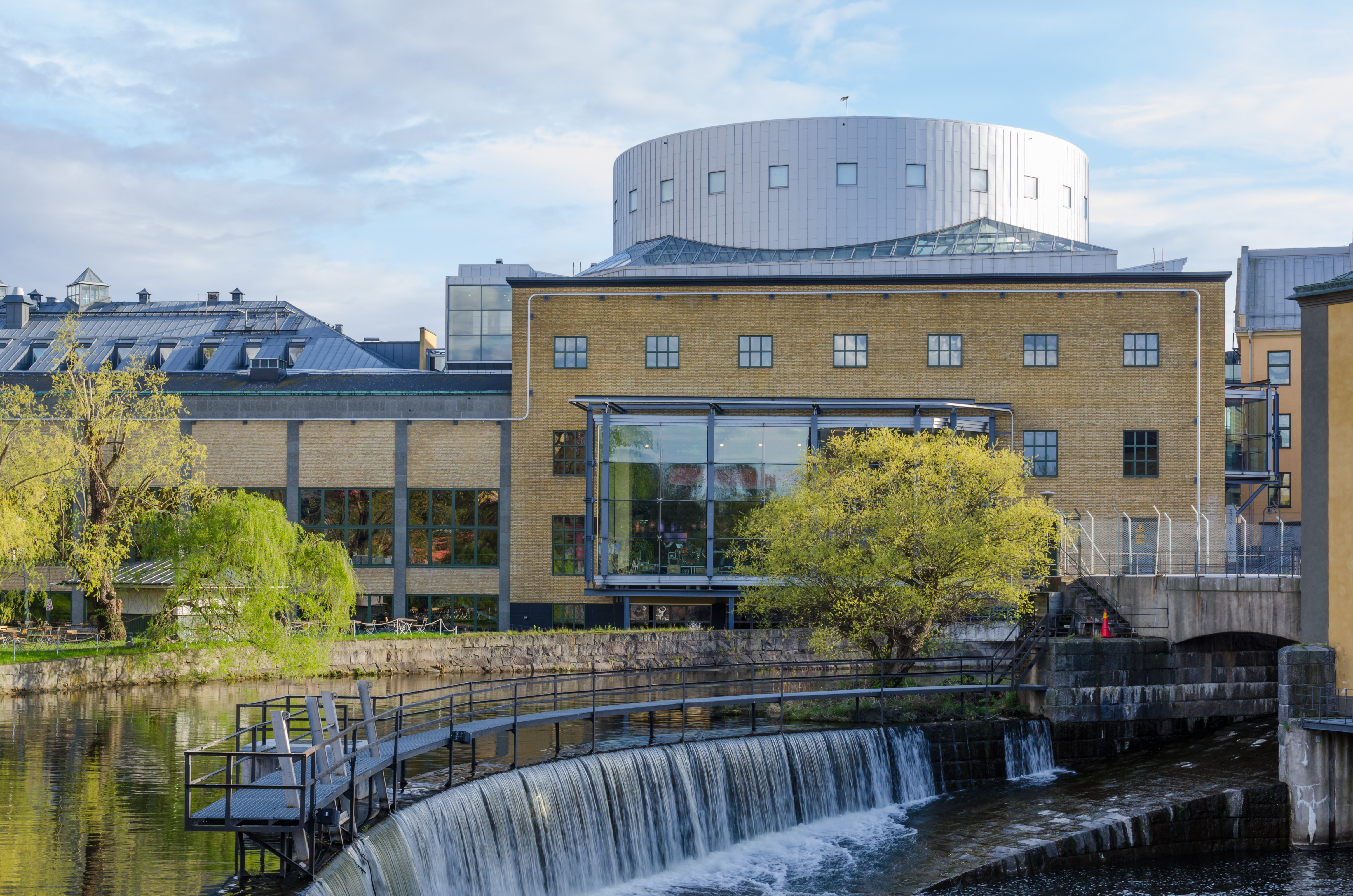
Louis de Geer Concert Hall 2012.

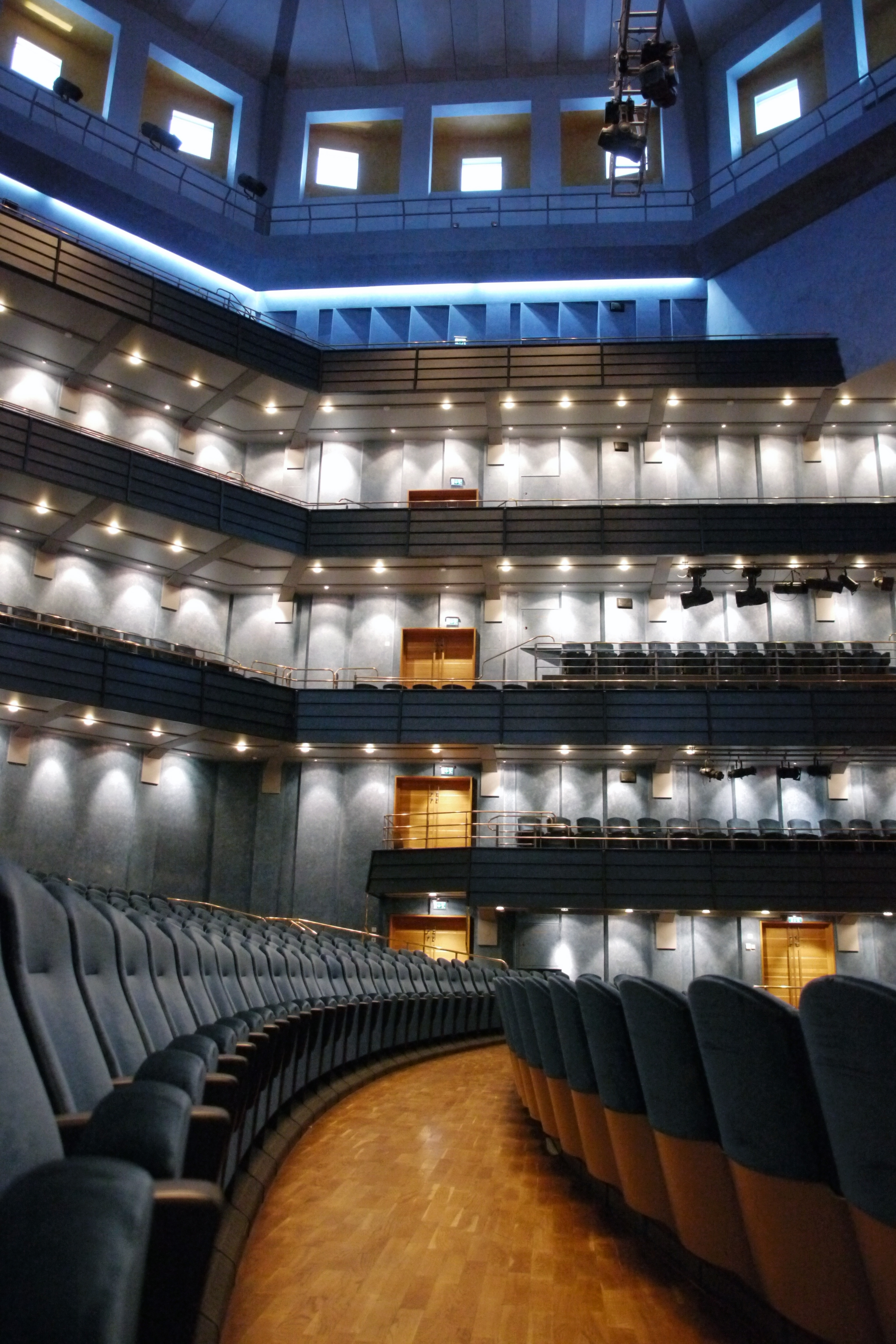
Louis de Geer Concert Hall

## Storia
L'orchestra è stata fondata nel 1912 e attualmente è composta da 85 musicisti; più volte all'anno si esibisce anche nella vicina città di Linköping.
Tra i direttori principali del passato ci sono stati Herbert Blomstedt e Franz Welser-Möst. Da settembre 2006 a giugno 2011 il direttore principale e consigliere artistico dell'orchestra è stato il direttore d'orchestra del Kazakistan Alan Buribayev. Tra i principali direttori ospiti del passato ci sono stati Leif Segerstam (1995-1997), Daniel Harding e Josep Caballé Domenech. Stefan Solyom è diventato il direttore ospite principale dell'orchestra a partire dalla stagione 2009-2010.
L'orchestra ha registrato per le etichette BIS, CPO, Denon e Simax, comprese le sinfonie di Peterson-Berger, opere complete per pianoforte e orchestra di Beethoven e opere di John Pickard.

## Locali
|                                                | Louis de Geer konsert & kongress Norrköping, Svezia |
| Linköping konsert & kongress Linköping, Svezia |                                                     |

## Direttori principali
- Ivar Hellman (1914–1928)
- Tord Benner (1929–1935)
- Heinz Freudenthal (1936–1952)
- Herbert Blomstedt (1954–1962)
- Everett Lee (1962–1972)
- Okko Kamu (1972–1979)
- Vacant (1979–1986)
- Franz Welser-Möst (1986–1991)
- Junichi Hirokami (1991–1996)
- Ole Kristian Ruud (1996–1999)
- Lü Jia (1999–2005)
- Alan Buribayev (2006–2011)
- Michael Francis (2012–2016)